# 卡利奥图书馆

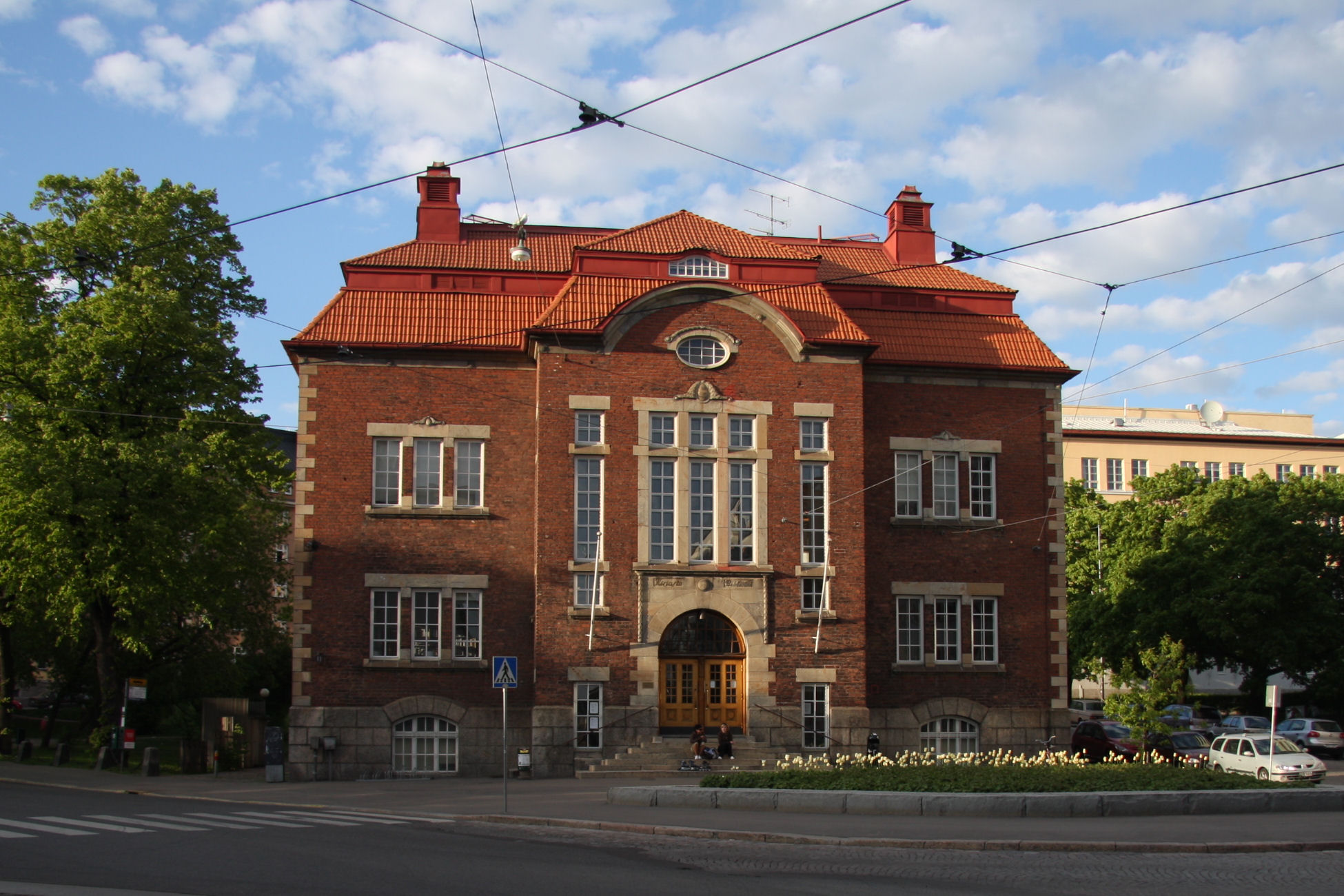
卡利奥图书馆正面

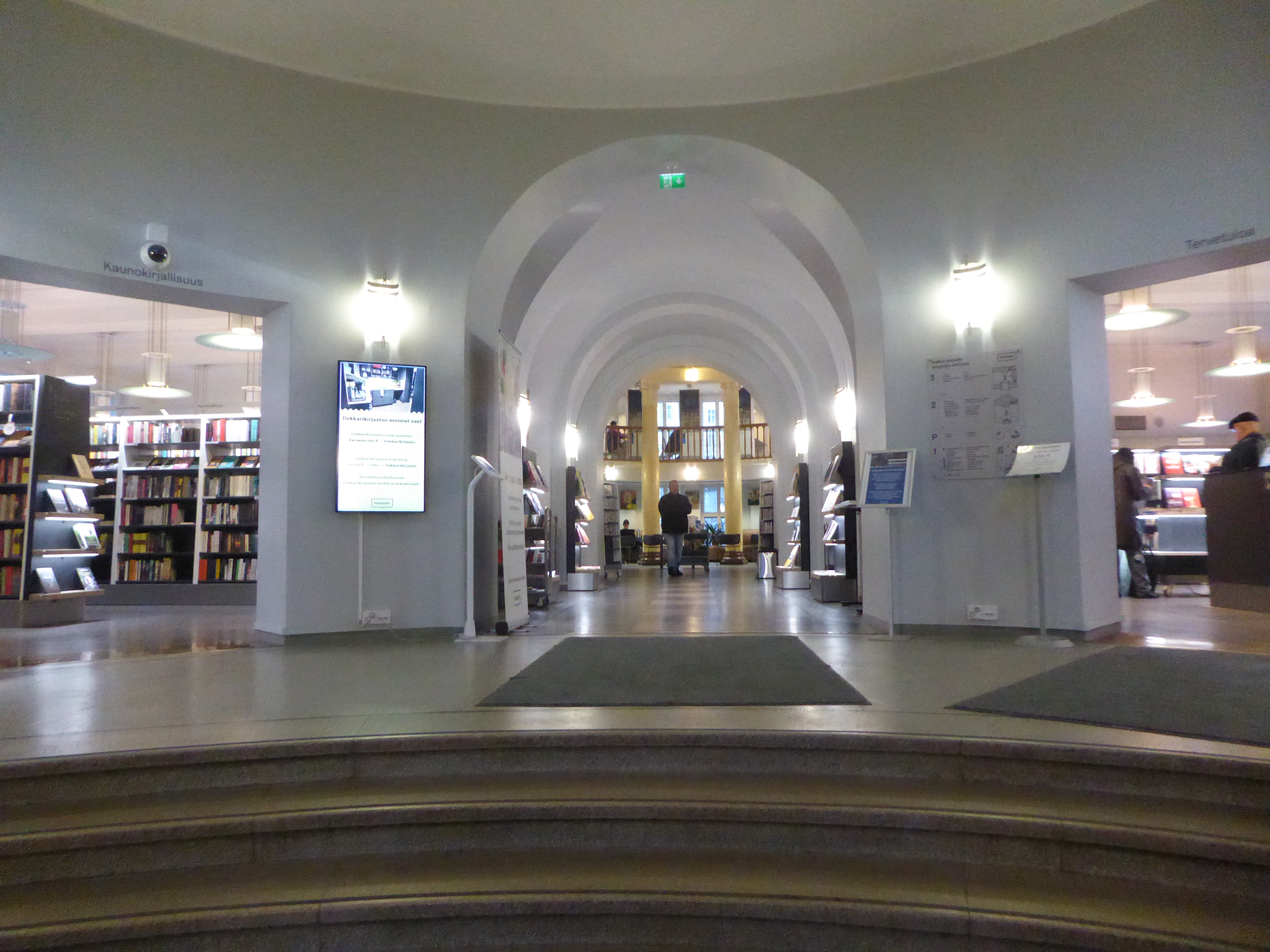
卡利奥图书馆内景

卡利奥图书馆（芬蘭語：Kallion kirjasto）是芬兰赫尔辛基市立图书馆的一个分馆，位于赫尔辛基卡利奥市区内。在图书借阅量上看它在市立图书馆分馆中排名第三。卡利奥图书馆的建筑为芬兰第四古老的图书馆建筑，由建筑师Karl Hård af Segerstad在1912年设计。该建筑是芬兰首个由市镇出资兴建的图书馆。